# Alonso Ruizpalacios
Alonso Ruizpalacios (nascut el 1978) és un director de cinema mexicà. Va néixer i va créixer a la Ciutat de Mèxic. Va estudiar direcció escènica a la Ciutat de Mèxic, abans de traslladar-se a Londres on es va formar com a actor a Royal Academy of Dramatic Art. Ruizpalacios escriu i dirigeix tant per a escenari com per a pantalla. El seu curtmetratge Café Paraíso va guanyar diversos premis al circuit del festival de cinema. El seu llargmetratge debut Güeros, rodat en blanc i negre, va ser elogiat per la crítica i va guanyar cinc premis Ariel el 2015, inclosa la millor pel·lícula, la millor primera pel·lícula i el millor director. Ruizpalacios també va dirigir el videoclip d' Hasta la Raíz de la cantautora mexicana Natalia Lafourcade.
Recentment va dirigir la pel·lícula Museo, protagonitzada per Gael García Bernal. La pel·lícula va guanyar el premi al millor guió al Festival Internacional de Cinema de Berlín. Museo també ha estat present en altres festivals internacionals. La pel·lícula explica la història del famós robatori al Museu Nacional d'Antropologia el 25 de desembre de 1985 a la Ciutat de Mèxic.
També ha col·laborat en sèries de televisió: dirigint dos episodis per a Narcos: Mexico i dos capítols per al programa de televisió mexicà Aquí en la tierra; a més de ser el showrunner del programa de televisió XY de la cadena de televisió mexicana Once Tv.

## Filmografia
- Güeros (2014)
- Museo (2018)
- Una película de policías (2021)